# Craniella polyura
Craniella polyura är en svampdjursart som beskrevs av Schmidt 1870. Craniella polyura ingår i släktet Craniella och familjen Tetillidae. Inga underarter finns listade i Catalogue of Life.